# Мендаро
Мендаро (баск. Mendaro, ісп. Mendaro) — муніципалітет в Іспанії, у складі автономної спільноти Країна Басків, у провінції Гіпускоа. Населення — 1907 осіб (2009).
Муніципалітет розташований на відстані близько 330 км на північ від Мадрида, 33 км на захід від Сан-Себастьяна.
На території муніципалітету розташовані такі населені пункти: (дані про населення за 2009 рік)
- Аспільгоета: 493 особи
- Гарагарца: 887 осіб
- Мендаросабаль: 487 осіб
- Пласа: 40 осіб

## Демографія
Динаміка населення (INE ):

## Уродженці
- Ібан Субіаурре (*1983) — іспанський футболіст, захисник.

## Галерея зображень

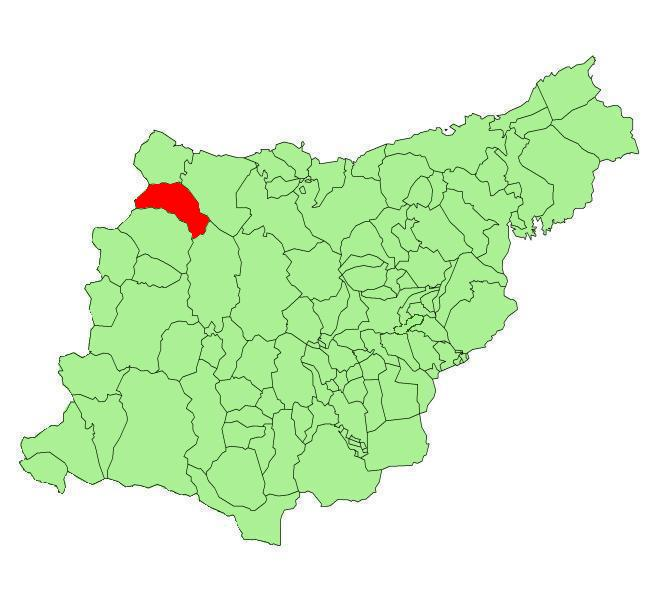
Розташування муніципалітету
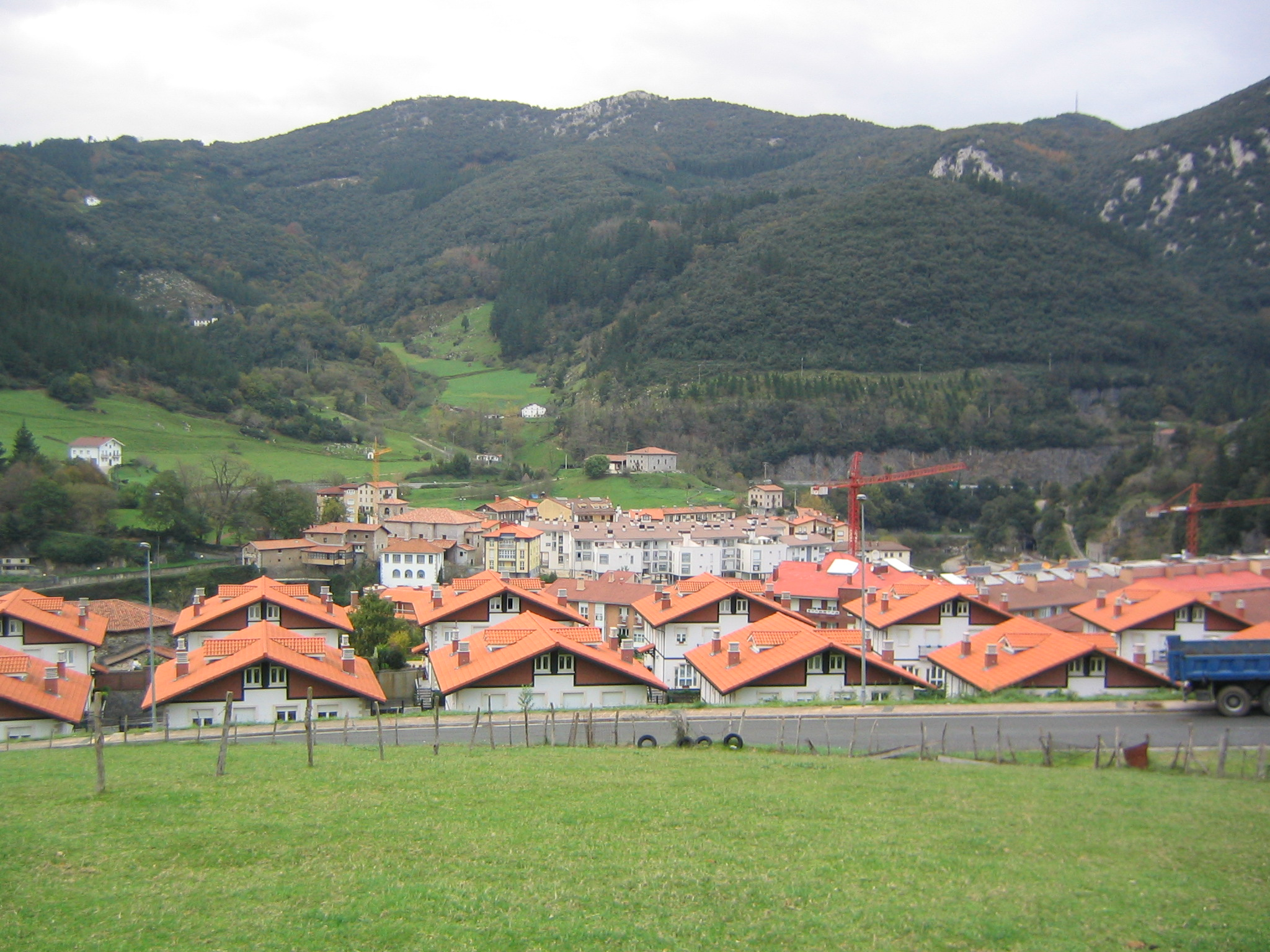
Мендаро
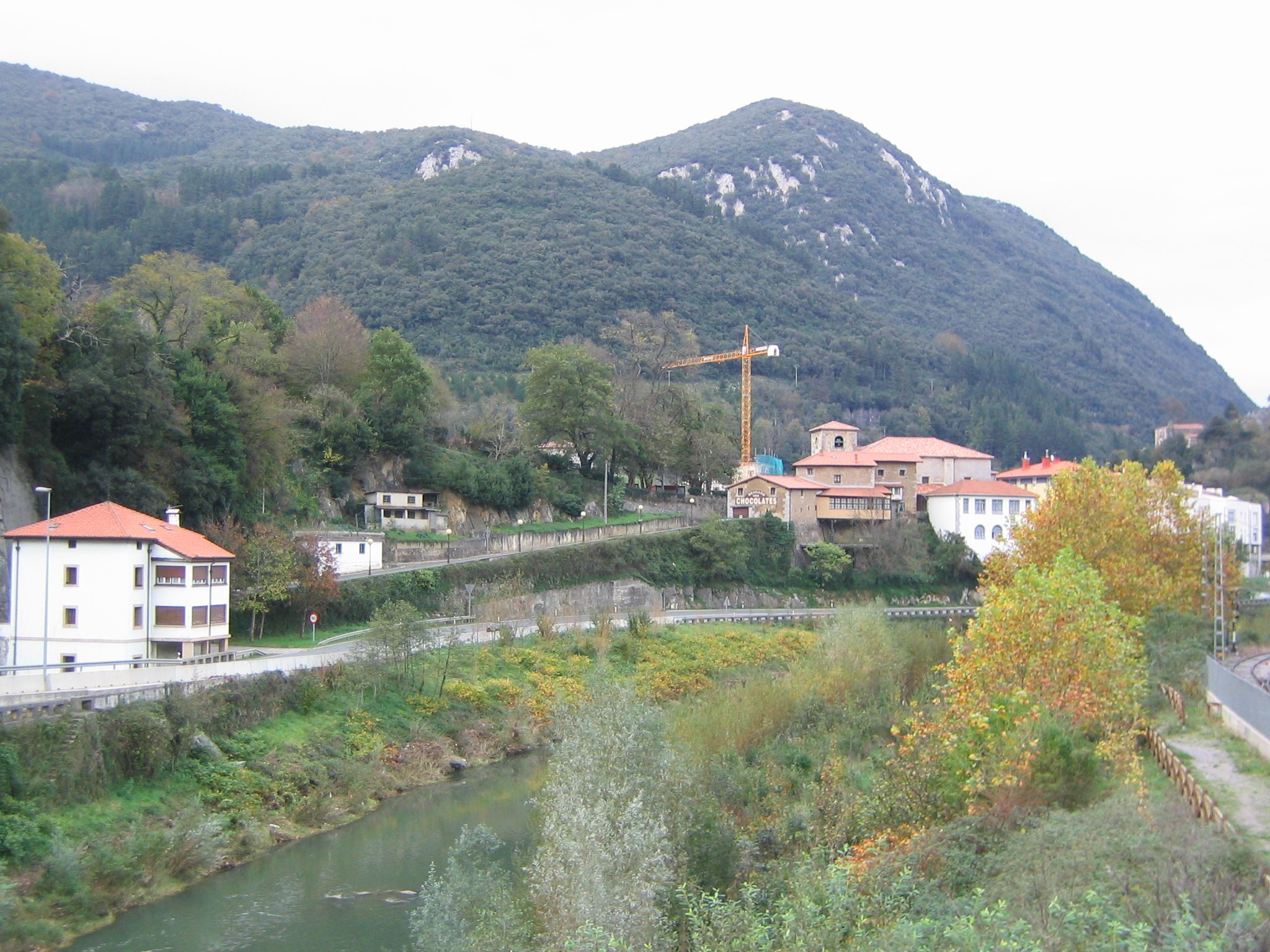
Мендаро